# Frédéric-Jérôme de La Rochefoucauld
Pour les articles homonymes, voir La Rochefoucauld et Cardinal de La Rochefoucauld.
Pour les autres membres de la famille, voir Famille de La Rochefoucauld.
Frédéric-Jérôme, cardinal de La Rochefoucauld de Roye est un prélat français né le 16 juillet 1701 et mort à Paris le 29 avril 1757. Fils de Francois II de La Rochefoucauld de Roye et de sa femme, Catherine-Francoise d'Arpajon, il est destiné à l'Église dès son jeune âge.

## Biographie

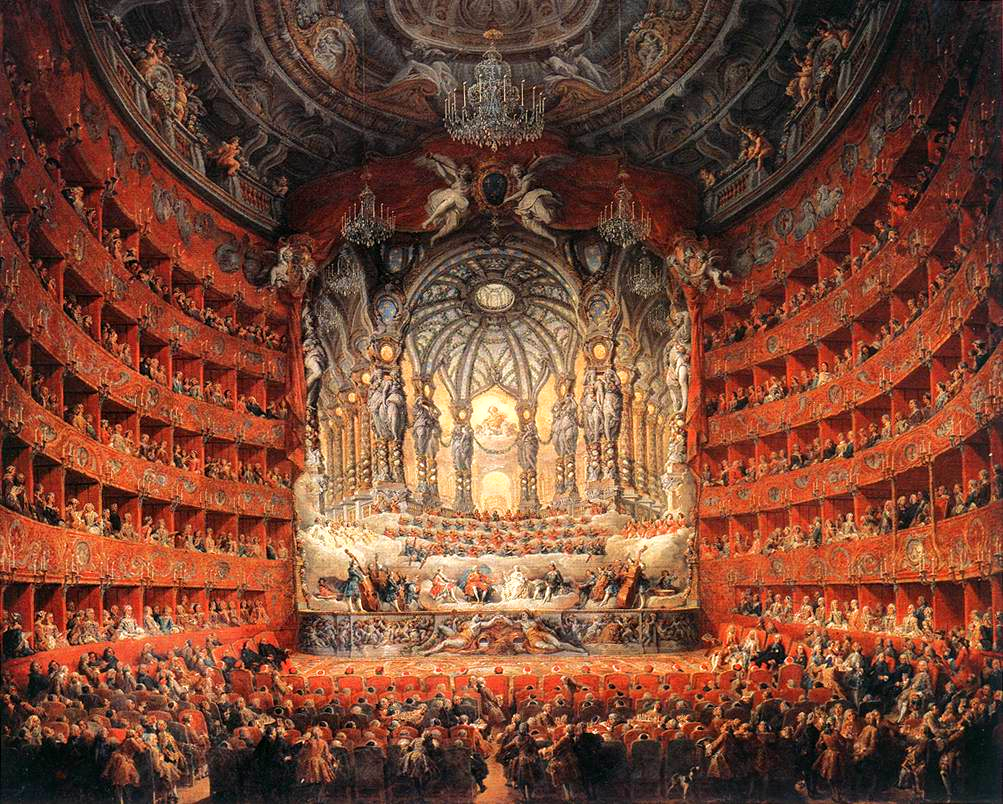
Fête musicale donnée à Rome par le cardinal de La Rochefoucauld, ambassadeur auprès du Saint-Siège, pour le mariage du Dauphin (1747). Musée du Louvre.

Il est nommé abbé commendataire de Saint-Romain de Blaye en novembre 1717, abbé de Beauport en mai 1722, puis prieur de Lanville et ensuite de Bonne-Nouvelle et prieur de La Charité-sur-Loire en avril 1732 dont il reçoit les bénéfices. Il fait office d'abbé de Saint-Wandrille de 1755 à 1757. Il est vicaire général de l'archevêque de Rouen, Louis de La Vergne-Montenard de Tressan.
Il est nommé archevêque de Bourges le 27 juin 1729 après la démission du cardinal de Gesvres. En 1738, il fait enlever du sein de leur famille un certain nombre de jeunes protestantes sancerroises pour les enfermer dans des couvents. Le 29 septembre de la même année, il est élu coadjuteur du cardinal de La Tour d'Auvergne, abbé commendataire de Cluny. En avril 1747, à la mort du cardinal de La Tour d'Auvergne, La Rochefoucauld lui succède comme abbé de Cluny. Il fait reconstruire l'abbaye et préside les chapitres généraux de 1750, 1753 et 1756.
En 1740, il est mentionné comme conseiller du roi en tout ses conseils. Le 2 février 1742, il est fait commandeur de l'ordre du Saint-Esprit.
Sa réputation le fait choisir comme l'un des présidents de l'Assemblée du clergé qui devait se tenir en avril 1742. À sa demande, il lui est accordé le privilège de préparer celle-ci directement avec le roi plutôt qu'avec ses ministres.
En 1745, Louis XV le nomme ambassadeur à Rome auprès de Benoît XIV, en remplacement de l'abbé de Canillac. Donné favori pour l'archevêché de Paris, il est néanmoins supplanté, en 1746, par Christophe de Beaumont du Repaire en raison de son éloignement de Paris. Il est créé cardinal au consistoire du 10 avril 1747. Le 15 juillet 1747, il donne à Rome une grande réception musicale en l'honneur du mariage du Dauphin, en présence de cardinaux et du roi exilé Jacques III d'Angleterre, et de hauts dignitaires, réception à l'arrière-plan politique. En décembre 1747, il est rappelé à Paris et remplacé par le duc de Nivernais.
En 1755, à la mort de Mirepoix, Louis XV choisit le cardinal de La Rochefoucauld comme titulaire de la feuille des bénéfices: selon le marquis d'Argenson, « le roi est fort loué dans le public du choix qu'il a fait du cardinal de La Rochefoucauld pour la feuille des bénéfices; c'est un homme sage, doux et fort indifférent à la Constitution Unigenitus. » L'année suivante, à la mort du cardinal de Soubise, le roi le choisit comme grand aumônier de France, et le nomme abbé commendataire de l'abbaye de Saint-Wandrille.
Il meurt en avril 1757 à Paris et est enterré dans l'église de la paroisse Saint-Sulpice.

## Armoiries
Écartelé : aux 1 et 4, de gueules à la bande d'argent (de Roye) ; au 2 et 3, d'or au lion d'azur (armé et lampassé de gueules) (de Roucy) ; sur le tout, burelé d'argent et d'azur à trois chevrons de gueules (brochant, celui du chef écimé) (de La Rochefoucauld).,